# Brenda Fassie
Brenda Fassie (Fokváros, 1964. november 3. – Johannesburg, 2004. május 9.) dél-afrikai énekesnő.
Az 1980-as években vált ismertté, igazi népszerűséget pedig a 90-es évek közepén szerzett, amikor megtalálta saját hangját. Az úgynevezett „kwaito” stílusban énekelt, ami valami hiphop, house, garage, reggae és afro-folklór kombináció.
Akkor már nagy tömegek látogatták koncertjeit. Nem ártott már neki az sem, amikor ismertté vált biszexualitása, majd kábítószer függősége is. Megbetegedett, AIDS támadta meg.
Halálának körülményei nem világosak.
Énekelt angolul és hazája egyes nyelvein is (xhosza, zulu, sotho).
Legismertebb dalai: Weekend Special, Too Late for Mama

## Lemezek
(válogatás)
- 1989: Brenda
- 1990: Black President
- 1994: Brenda Fassie
- 1995: Mama
- 1996: Now Is the Time
- 1997: Memeza
- 1997: Paparazzi
- 2000: Thola Amadlozi
- 2001: Brenda: The Greatest Hits
- 2003: Mali
- 2003: The Remix Collection
- 2004: Gimme Some Volume